# Lasioglossum perustum
Lasioglossum perustum är en biart som först beskrevs av Cockerell 1914.  Lasioglossum perustum ingår i släktet smalbin, och familjen vägbin. Inga underarter finns listade i Catalogue of Life.